# Цинцадзе, Ной Константинович
Ной Константинович Цинцадзе (груз. ნოე კონსტანტინეს ძე ცინცაძე, 10 апреля 1886, Ланчхути, Гурия — 23 сентября 1978, Париж) — грузинский политик, лидер Национального совета и Учредительного собрания Грузии.

## Биография

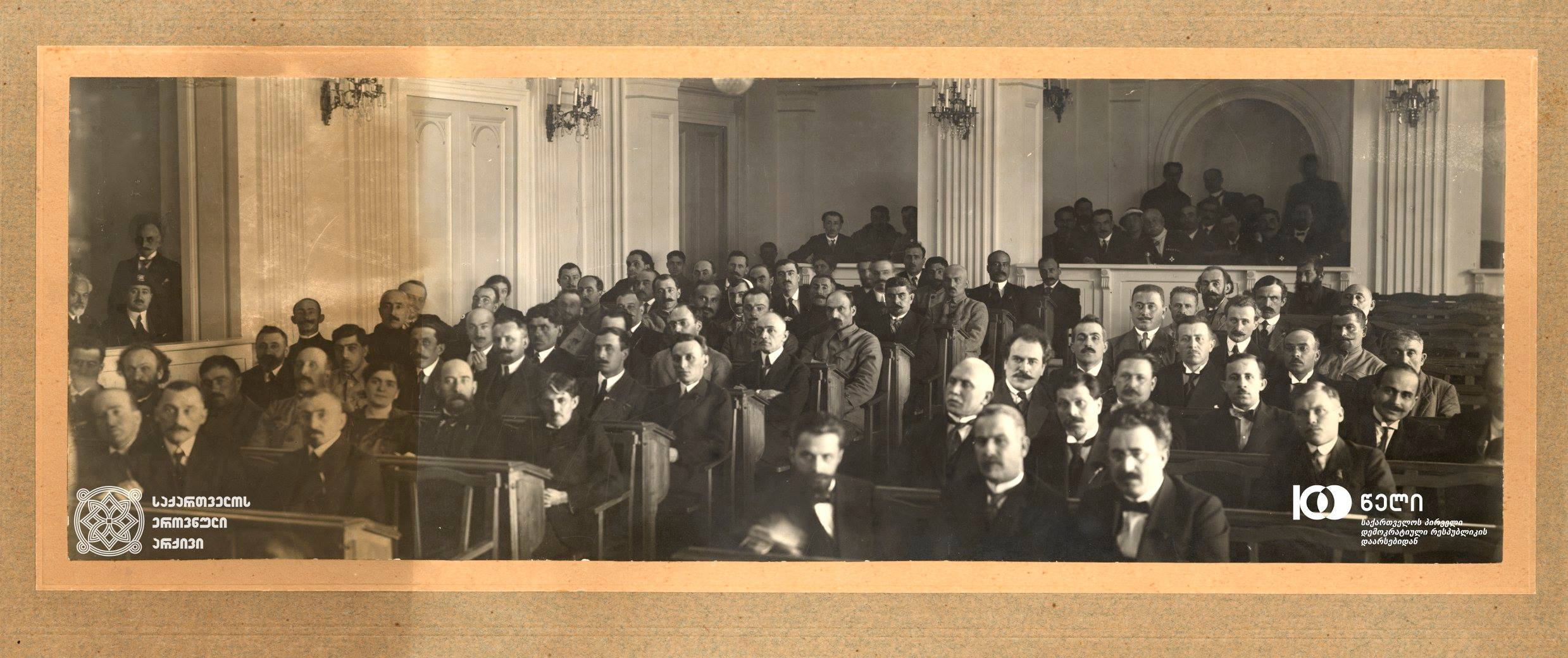
Первое заседание Учредительного собрания Грузии, Тифлис, 12 марта 1919 года. Цинцадзе — левая сторона, первый ряд, крайний слева

Окончил физико-математический факультет Императорского Московского университета.
Член Российской социал-демократической рабочей партии с 1903 года.
26 мая 1918 года подписал Декларацию независимости Демократической Республики Грузия.
До сентября 1918 года преподавал математику в Первой мужской гимназии Тбилиси.
После советизации Грузии вступил в ряды сопротивления, был арестован и заключен в Метехи. После освобождения из тюрьмы как видный член антисоветского движения 10 февраля 1923 года был снова арестован и выслан за границу. Сумел вывезти из Грузии значительную часть государственно-политического архива первой Демократической Республики Грузия (1918—1921). Организатор Ассоциации грузин во Франции. Позднее переехал в Германию. На протяжении десятилетий стоял в стороне от политической деятельности. Потом сотрудничал на Радио «Свобода».
Похоронен на Левильском кладбище.